# Omomantis
Genre
Omomantis est un genre d'insectes de la famille des Mantidae.

## Répartition
Ce genre se rencontre en zone afrotropicale.

## Description
La tête est assez petite, peu comprimée et très triangulaire vers l'avant. Le scutellum facial est assez élevé. Le front est tourné vers l'arrière au-dessus des yeux. Les yeux sont ovales, gonflés et saillants vers l’avant.
Le pronotum est mince et entièrement lisse. Il est antérieurement piriforme et fortement sillonné. La partie postérieure est grêle, non carénée et légèrement élargie postérieurement. Les marges sont étroites et horizontalement lamellaires. Elles sont finement denticulées dans la partie antérieure. La dépression cunéiforme du méso-sternum est pourvue de deux minuscules tubercules à sa marge antérieure. 
Les élytres des femelles sont de la longueur de l'abdomen. Ils sont verdâtres translucides, brillants, tachetés de jaune et de noir avec un immense stigmate jaune. Ils présentent des secteurs obliques et rétro-convexes. Les ailes sont hyalines. La veine ulnaire est fourchue. 
Les pattes antérieures sont fines. Les coxae atteignent presque la base du pronotum et présentent une marge antérieure plus ou moins denticulée. Le fémur est lisse avec trois épines discoïdales. Le fémur médian est plus grand. Les fémurs antérieurs et postérieurs sont courts. La marge externe, outre l'épine apicale, est armée de quatre épines fortes, longues et légèrement obliques. Les lobes apicaux sont triangulaires et aigus. La rainure accueillant les épines est placée au milieu. Les tibias sont minces, sous carénés au-dessus et finement rainurés. Ils sont armés de quatorze épines s'étendant vers l'intérieur et de douze orientées vers l'extérieur. Les fémurs médians et postérieur sont pourvus d'une épine apicale à l'extérieur et d'un lobe triangulaire à l'intérieur. Le métatarse postérieur est de longueur égale au reste du tarse. 
La plaque supra-anale est complètement transversale.

## Taxinomie

### Historique et dénomination
Ce genre a été nommé et décrit par l'entomologiste suisse Henri de Saussure en 1899,. Le nom du genre vient du grec ώμος (crudelis) et mantis, mante cruelle.

### Publication originale
- Saussure, H., de. 1899. Orthoptera. Abhandlungen Senckenbergischen Naturforschenden Gesellschaft, 21: 569-664. (p.588)

## Liste des espèces
Ce genre comprend trois espèces :
- Omomantis sigma Rehn, 1949 - [Congo]
- Omomantis tigrina Giglio-Tos, 1916[4] - [Somalie, Tanzanie]
- Omomantis zebrata (Charpentier, 1843) - [Kenya, Zimbabwe, Afrique du Sud]